# Historia de Timor Oriental
La isla de Timor atrajo comerciantes chinos y malayos, debido a su abundancia de sándalo, miel y cera. La formación del comercio local estuvo en el origen de las bodas con familias reales locales, contribuyendo a la diversidad étnico-cultural.

## Primeros habitantes
Según algunos antropólogos, un pequeño grupo de cazadores y agricultores ya habitaba la isla de Timor alrededor de 12 mil años a. C. Hay documentos que comprueban la existencia de un comercio esporádico entre Timor y China a partir del siglo VII, aunque ese comercio se basara principalmente en la venta de esclavos, cera de abeja y sándalo, madera noble utilizada en la fabricación de muebles de lujo y en la perfumería, y que cubría prácticamente toda la isla. Alrededor del siglo XIV, los habitantes de Timor pagaban tributo al reino de Java. El nombre Timor provienen del nombre dado por los malayos a la isla donde está situado el país, Timur, que significa Este.

## Historia

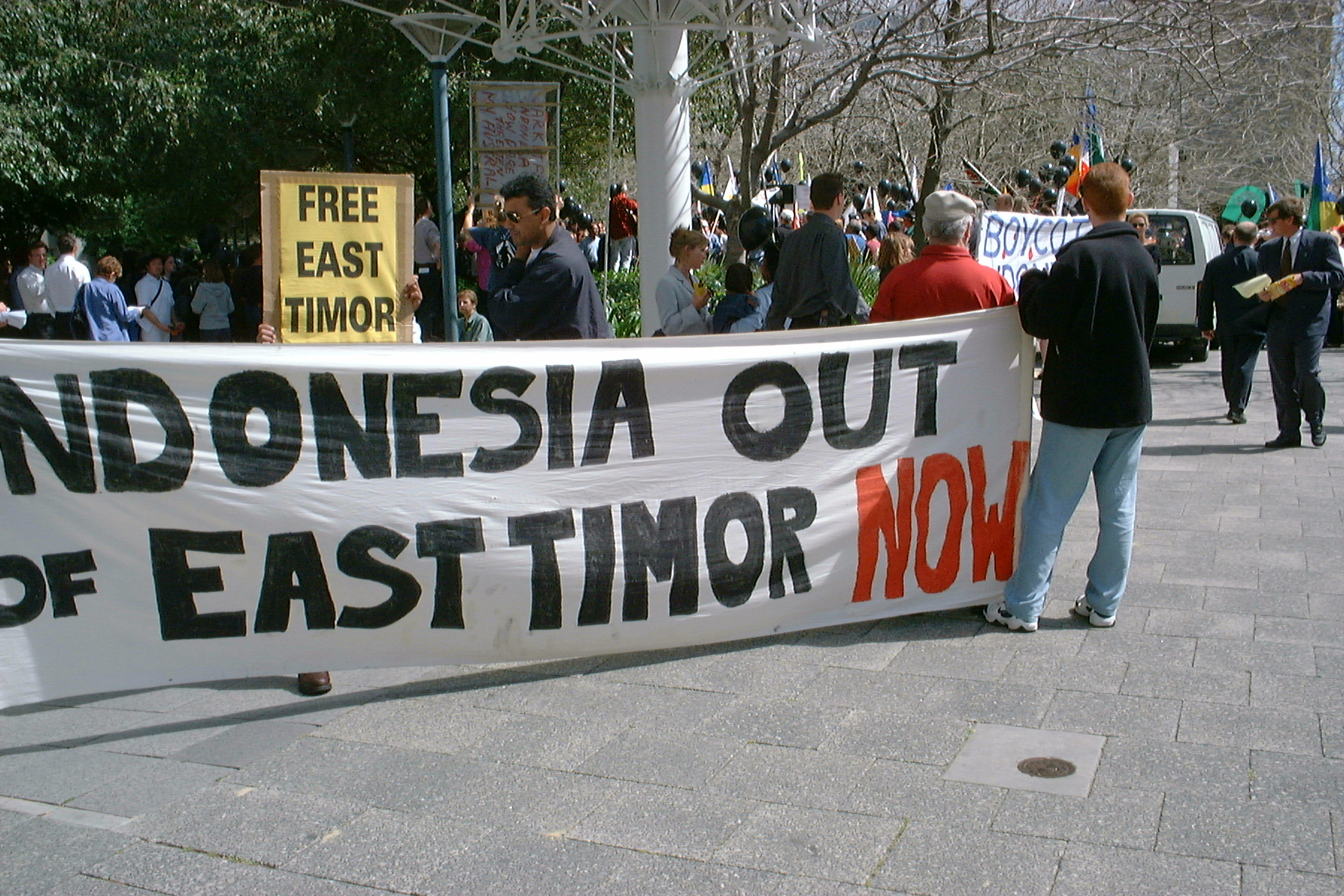
Manifestación pidiendo la independencia de Timor Oriental.

Las primeras noticias que se conocen en la actualidad sobre la isla de Timor datan de 1515. La isla estuvo habitada por exploradores portugueses y neerlandeses. Sin embargo en abril de 1859 el tratado de Lisboa dictaminó la división de la isla en dos partes, en la que la parte occidental quedaba bajo el control de los neerlandeses y la oriental bajo el mando de los portugueses. 
La capital de los portugueses en la isla se estableció en Dili, ciudad que se fundó en 1869. 
Los portugueses se instalaron en este territorio para cultivar las relaciones comerciales, ya que Timor poseía importantes recursos materiales, como la madera. 
La población nativa de Timor estaba organizada en estamentos y jefaturas. Donde se destacaban cinco: los liurari, en ellos se encontraban los reyes y jefes; los dato integrado por nobles y guerreros; los ema-reino, a esta clase pertenecían los plebeyos libres; los ata, esclavos y los lutum, este estamento estaba integrado por los pastores nómadas. 
Los habitantes nativos entre ellos hablaban su propia lengua y participaban en sus religiones. Solo utilizaban la lengua portuguesa para hablar con los colonos. Con la llegada de misioneros europeos se fue instalando entre la población la fe cristiana y se difundió la lengua portuguesa. 
Portugal utilizó a Timor en sus inicios como lugar de exilio, donde habitaban los presos políticos y delincuentes comunes.
A su vez, la colonia neerlandesa proseguía su desarrollo en el lado occidental. 
Durante la II Guerra Mundial, en diciembre de 1941, la parte de Timor portugués fue ocupada por el ejército australiano y neerlandés. Estos esperaban que los japoneses invadieran el territorio. Y finalmente tras la invasión de estos en febrero de 1942 se desencadenó una campaña de guerrillas, conocida como la "batalla de Timor" que duró un año. Estas batallas tuvieron consecuencias fatales para la población civil, que perdieron sus casas y donde los japoneses se adueñaron de los suministros de alimentos. 
Tras la invasión japonesa la muerte de los habitantes de Timor llegó a la suma de 70 000. Cuando finalizó la guerra Japón se retiró de la isla cediendo el territorio a los portugueses, que continuaron con una colonización despreocupada. En 1955 la isla fue nombrada como la República portuguesa. 
Solo una pequeña parte de la población fue educada bajo el mando de los portugueses. 
Uno de los momentos más importantes en la historia de Timor se produce en el momento en que en Portugal se produce la revolución de los Claveles. Este hecho iba a marcar el inicio de la descolonización por parte de Portugal. El partido que adoptará en papel protagonista en este proceso fue el FRETILIN (Frente de Liberación de Timor Oriental Independiente), pero no logró inicialmente un apoyo completo. La tensión entre las facciones fue creciendo y en agosto de 1975 estalló de guerra civil con los conservadores de UDT y el grupo proindionesio de APODETI, no decantándose por la primera fuerza hasta octubre, cuando dominaron el territorio. Durante este período, la administración y tropas portuguesas se retiraron a la isla de Atauro, mientras los civiles fueron evacuados a Australia. Finalmente los vencedores proclamaron la independencia el 28 de noviembre de 1975, que no fue reconocida oficialmente por Portugal que había seguido el problema sin implicarse, dado que desde el verano también habían estado sumido en una gravísima crisis política y militar.

## Los portugueses y los indonesios
Tras la independencia el 28 de noviembre de 1975, antes de que se realizara el reconocimiento internacional, el 6 de diciembre fuerzas de paracaidistas y de Marina de Indonesia asaltaban la capital y en una rápida operación se hacía con ella, tras lo cual se ocupaban los puntos neurálgicos del territorio. La justificación fue que respondían a una petición del derechista Unión Democrática de Timor pidiendo ayuda por la situación de desorden que se vivía. Lo que quedaba de la administración portuguesa y la cincuentena de soldados de guarnición que se habían retirado a la isla de Atauro, anunciaron su regreso a la metrópoli. Portugal rompió las relaciones diplomáticas con los invasores y anunció que no reconocía la acción.
Para empeorar más las cosas, el hecho de que el partido mayoritario de Timor Oriental, el Fretilin (Frente Revolucionária de Timor Leste Independente, Frente Revolucionario de Timor Oriental Independiente), tuviese orientación izquierdista y recibió apoyo vocal de China, llevó a que Estados Unidos (que se estaba retirando de Vietnam del Sur) y Australia no pusiesen ningún impedimento a esta anexión, llevada a cabo por un gobierno prooccidental (el régimen de Suharto, que había suprimido violentamente el partido comunista indonesio en 1965). El día anterior a la invasión, el presidente de EE. UU. Gerald Ford y su Secretario de Estado, Henry Kissinger, se habían reunido en Yakarta con el general Suharto, dando luz verde a la invasión. Desde entonces, a través de diferentes administraciones (incluyendo la de Bill Clinton), EE. UU. siguió vendiendo armas a Indonesia, aunque finalmente este último acabó con el apoyo de EE. UU. al régimen de Suharto.
Tras la invasión, en julio de 1976, el territorio fue declarado la vigésimo séptima provincia de Indonesia (llamada Timor Timur). Sin embargo, la invasión no fue reconocida por las Naciones Unidas, de forma que su estatus legal siguió siendo el de un territorio no autogobernado bajo administración portuguesa.
La anexión indonesia se caracterizó por una extrema violencia y brutalidad. Durante la invasión y ocupación (24 años), se estima que fueron asesinadas entre 60 000 y 200 000 personas, de una población de unos 600 000 en el momento de la invasión. Un documento estadístico reportado por la Comisión de Recepción, Verdad y Reconciliación de Timor Oriental citó un rango bajo de 102 800 muertos relacionados con el conflicto, de ellos 18 600 asesinatos y 84 600 debido al hambre y a enfermedades.
No obstante, diversos grupos, liderados por el Fretilin, iniciaron la resistencia contra las fuerzas indonesias y en favor de la independencia en las montañas de la isla, bajo el mando de su jefe, Xanana Gusmão, hasta su captura y encarcelamento en Yakarta, Indonesia. Su puesto fue ocupado posteriormente por Konis Santana. En 1996, el obispo Carlos Felipe Ximenes Belo y José Ramos-Horta, dos destacados activistas por la paz y la independencia recibieron el Premio Nobel de la Paz.

## Independencia

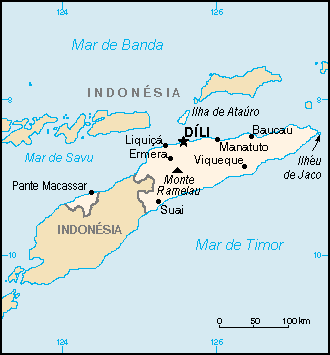
Mapa del actual Timor Oriental.

En 1999, el gobierno indonesio decidió, bajo fuertes presiones internacionales, convocar un referéndum sobre el futuro de Timor Oriental. Finalmente, el 30 de agosto de 1999, los timorenses votaron por la independencia de Indonesia, en un referéndum supervisado por Naciones Unidas, dando una clara mayoría (78,5%) a favor de la independencia, rechazando la alternativa de continuar siendo una provincia autónoma dentro de Indonesia.
Sin embargo, violentos disturbios ocurrieron inmediatamente después de la votación, instigados por milicias anti-independentistas (ayudados por elementos del ejército indonesio). En apenas un mes, murieron 2000 personas, cientos de mujeres fueron violadas, tres cuartos de la población fueron desplazados y un 75 por ciento de la infraestructura del país fue destruida, reduciendo las ciudades del país a ruinas, principalmente Dili, la capital.
Finalmente, fuerzas de pacificación de Naciones Unidas lideradas por Australia fueron desplegadas para restaurar el orden, abriendo camino para UNTAET, la administración de Naciones Unidas. La independencia fue reconocida internacionalmente el 20 de mayo de 2002. Timor Leste ingresó en las Naciones Unidas el 27 del mismo año.
El antiguo guerrillero Xanana Gusmão fue elegido como el primer presidente de la República Democrática de Timor Oriental y se esperaba que los beneficios de la exploración petrolera en el mar de Timor (entre Timor Oriental y Australia) pudiese ayudar al que es uno de los países más subdesarrollados del planeta.

## La crisis de 2006
La crisis comenzó con una serie de protestas y peticiones al gobierno realizadas por aproximadamente 600 miembros del ejército que argumentaban discriminación en las promociones al interior de la institución. Los llamados “Peticionarios” al ser expulsados del ejército, se rebelaron y establecieron una pequeña pero significativa guerrilla contra el gobierno, tomando refugio en los distritos montañosos. Esta situación saco a flote una vieja disputa entre la sociedad timorense, en la que existía una rivalidad social y de percepción entre los habitantes del Este y del Oeste del propio país. Tradicionalmente los Militares estaban asociados con los habitantes del Este y la policía con los habitantes del Oeste.
La crisis de 2006 alcanzó el caos cuando los militares asediaron el cuartel de la policía, después del tiroteo y horas de negociación por parte de los oficiales de las Naciones Unidas se llegó a un acuerdo:
"Dentro del cual los oficiales de la policía nacional de Timor Oriental (PNTL) se les permitió salir de su cuartel para ser escoltados –estando desarmados- por los elementos de las Naciones Unidas, pero después de haber caminado unos metros las fuerzas armadas de Timor Oriental abrieron fuego indiscriminadamente matando a ocho oficiales de policía e hiriendo a más de 25 incluyendo dos asesores policíacos de ONU.
Bajo estas circunstancias una fuerza de pacificación internacional fue desplegada por segunda vez y como consecuencia una nueva misión de las Naciones Unidas se estableció; Misión Integrada de las Naciones Unidas en Timor Oriental (UNMIT) cuyo mandato expiró en diciembre de 2012.